# Dejan Dražić
Dejan Dražić (Zombor, 1995. szeptember 26. –) szerb utánpótlás-válogatott labdarúgó, a Bodrumspor játékosa.

## Pályafutása

### Klubcsapatokban
Dražić a belgrádi Partizan akadémiáján nevelkedett. 2013-ban a szintén belgrádi OFK labdarúgója lett, a szerb élvonalban 2013 szeptemberében mutatkozott be egy a nevelőegyesülete, a Partizan elleni mérkőzésen. 2015 és 2018 között a spanyol élvonalbeli Celta de Vigo labdarúgója volt, a klub színeiben hat alkalommal lépett pályára a La Ligaban. 2018 óta szlovák Slovan Bratislava játékosa, 2022 február óta kölcsönben a Budapest Honvédben futballozik.

### A válogatottban
Többszörös szerb utánpótlás-válogatott, tagja volt a Magyarországon rendezett 2014-es U19-es labdarúgó-Európa-bajnokságon szerepelt szerb keretnek.

## Sikerei, díjai
Slovan Bratislava
- Szlovák bajnok: 2018–19, 2020–21